# Maple Bluff
Maple Bluff és una població dels Estats Units a l'estat de Wisconsin. Segons el cens del 2000 tenia 1.358 habitants.

## Demografia
Segons el cens del 2000, Maple Bluff tenia 1.358 habitants, 541 habitatges, i 407 famílies. La densitat de població era de 749 habitants per km².
Dels 541 habitatges en un 31,4% hi vivien nens de menys de 18 anys, en un 69,7% hi vivien parelles casades, en un 4,3% dones solteres, i en un 24,6% no eren unitats familiars. En el 19% dels habitatges hi vivien persones soles el 9,1% de les quals corresponia a persones de 65 anys o més que vivien soles. El nombre mitjà de persones vivint en cada habitatge era de 2,51 i el nombre mitjà de persones que vivien en cada família era de 2,88.
Per edats la població es repartia de la següent manera: un 24% tenia menys de 18 anys, un 4,3% entre 18 i 24, un 22,2% entre 25 i 44, un 31,6% de 45 a 60 i un 17,9% 65 anys o més.
L'edat mediana era de 45 anys. Per cada 100 dones de 18 o més anys hi havia 91,5 homes.
La renda mediana per habitatge era de 111.400 $ i la renda mediana per família de 129.961 $. Els homes tenien una renda mediana de 83.074 $ mentre que les dones 50.000 $. La renda per capita de la població era de 66.380 $. Aproximadament l'1,7% de les famílies i el 2,5% de la població estaven per davall del llindar de pobresa.

## Poblacions properes
El següent diagrama mostra les poblacions més properes.